# Respaldiza
Respaldiza (Arespalditza en euskera  y oficialmente Arespalditza/Respaldiza) es una localidad con Junta Administrativa del municipio de Ayala, en la provincia de Álava. En 2022 cuenta con una población de 502 habitantes.

## Demografía
| Gráfica de evolución demográfica de Respaldiza entre 2000 y 2021 |
|                                                                  |
| Población de derecho según los censos de población del INE.      |

## Cultura

### Patrimonio material
- Iglesia parroquial de Nuestra Señora de la Asunción. Documentada en 1095, destaca por su portada románica del siglo XIII y, a su derecha, una lápida sepulcral con la figura de un monje, con inscripción y fecha de 1167. El retablo es barroco del siglo XVII. Cuenta con dos sepulcros medievales en piedra del Santo Conde de Don Vela y de su hijo Vela Velásquez, primeros Ayala del siglo XII. Destaca también la imagen de la Piedad del siglo XVII en una capilla lateral.[4]
- Palacio Atxa, siglo XVII.
- Casa Sagasti 3. Edificios con funciones en la parte de atrás y funciones de taberna y servicio de comidas y ultramarinos a lo largo del siglo XX. Actualmente todo él es bar y restaurante a la vez.[5]
- Casa La Llana 4. Edificio que vio nacer el 15 de julio de 1892  al reconocido veterinario y catedrático Eduardo Respaldiza Ugarte, fallecido en Zaragoza, el 24 de noviembre de 1973 a la edad de 81 años. El Ayuntamiento de Ayala le tributó un homenaje póstumo en 1991, distinguiéndole como hijo predilecto y denominando a la explanada junto al edificio del antiguo Sindicato como Plaza Eduardo Respaldiza Ugarte.[6][7]
- Casa Sagasti 7. Edificio característico conocido como la Casa Cural donde hasta el último tercio del siglo pasado fue la residencia del párroco de la localidad. Actualmente se encuentra deshabitado.[8]
- El Batzoki. Edificio que fue la residencia del veterinario y familia de Ayala. Posteriormente el semisótano del mismo fue convertido en bar y la primera planta o baja en el comedor. Actualmente está sin uso.[9]
- Caserío El Arenal. Edificio habitado hasta no hace mucho por la familia Urruela Zurimendi.[10]